# Chloriona slossoni
Chloriona slossoni är en insektsart som först beskrevs av Ball 1903.  Chloriona slossoni ingår i släktet Chloriona och familjen sporrstritar. Inga underarter finns listade i Catalogue of Life.